# David DeArmas
David DeArmas (* 1976) ist ein ehemaliger US-amerikanisch-deutscher Footballspieler.

## Karriere
DeArmas, ein 1,80 Meter messender Wide Receiver und Passverteidiger, spielte in der 2000er Saison bei den Munich Cowboys und 2001 bei den Stuttgart Scorpions jeweils in der GFL. Zunächst von 2002 bis 2004 stand er für die Braunschweig Lions auf dem Rasen. Er gewann 2003 mit der Mannschaft den Eurobowl, 2002, 2003 sowie 2004 wurde er zudem jeweils deutscher Vizemeister mit den Niedersachsen. 2002 erreichten DeArmas und seine Braunschweiger ebenfalls den Eurobowl, verloren dort aber gegen die Bergamo Lions.
2005 und 2006 stand er in Diensten der Hamburg Blue Devils, 2005 erreichte er mit den Hamburgern das Endspiel um die deutsche Meisterschaft, welches aber mit 28:31 gegen seine frühere Braunschweiger Mannschaft verloren wurde. 2007 spielte DeArmas, der zeitweise hauptberuflich für die Hamburg Sea Devils (NFL Europe) im Bereich Spieltagsdurchführung tätig war, bei den Kiel Baltic Hurricanes. Mit der deutschen Nationalmannschaft wurde er 2007 Dritter der Weltmeisterschaft.
In den Spieljahren 2008, 2009 und 2011 gehörte DeArmas wieder der Braunschweiger Mannschaft an, mit der er 2008 den deutschen Meistertitel errang. Im Vorfeld der Saison 2012 wechselte er in den Trainerstab der Niedersachsen und betreute die Wide Receiver. 2013 pausierte DeArmas, 2014 kehrte er in Braunschweigs Trainerstab zurück und zeichnete fortan für die Defensive Backs verantwortlich. Seit März 2023 trainiert DeArmas außerdem die Defensive Backs der deutschen Nationalmannschaft.